# Athetis pratti
Athetis pratti là một loài bướm đêm trong họ Noctuidae.